# فهرست فیلم‌های آمریکایی
این فهرستی از فیلم‌های تولید شده توسط سینمای آمریکا از اولین فیلم‌های دهه ۱۸۹۰ تا به امروز است. فیلم‌ها بر اساس سال انتشار در صفحات جداگانه، یا به ترتیب حروف الفبا (۱۹۰۰–۲۰۱۳) یا به ترتیب زمانی (۲۰۱۴–) فهرست شده‌اند.

## دههٔ ۲۰۲۰
- فهرست فیلم‌های آمریکایی ۲۰۲۳
- فهرست فیلم‌های آمریکایی ۲۰۲۲
- فهرست فیلم‌های آمریکایی ۲۰۲۱
- فهرست فیلم‌های آمریکایی ۲۰۲۰

## دههٔ ۲۰۱۰
- فهرست فیلم‌های آمریکایی ۲۰۱۹
- فهرست فیلم‌های آمریکایی ۲۰۱۸
- فهرست فیلم‌های آمریکایی ۲۰۱۷
- فهرست فیلم‌های آمریکایی ۲۰۱۶
- فهرست فیلم‌های آمریکایی ۲۰۱۵
- فهرست فیلم‌های آمریکایی ۲۰۱۴
- فهرست فیلم‌های آمریکایی ۲۰۱۳
- فهرست فیلم‌های آمریکایی ۲۰۱۲
- فهرست فیلم‌های آمریکایی ۲۰۱۱
- فهرست فیلم‌های آمریکایی ۲۰۱۰

## دههٔ ۱۸۹۰
- فهرست فیلم‌های آمریکایی دهه ۱۸۹۰